# Pickmans modell
"Pickmans modell" (engelsk originaltitel "Pickman's Model") är en skräcknovell av H. P. Lovecraft.
Denna korta novell skrevs 1926 och publicerades 1927 i tidningen Weird Tales. Novellen översattes till svenska 1972 av Sam J. Lundwall. Den svenska översättningen har publicerats i "JVM 3" (1972) och "Skräckens labyrinter" (1973, 1993) samt lästs in som talbok av Ernst-Hugo Järegård 1987.
Denna korta berättelse är uppbyggd som en monolog där Thurber berättar för lyssnaren Eliot om varför han har sagt upp sin vänskap med den genialiska konstnären Richard Upton Pickman. Han berättar om Pickmans förvisning från Boston Society på grund av hans bisarra och skräckinjagande målningar. Berättelsen kulminerar i ett klimax då Thurber besöker Pickmans ateljé där en skakande uppenbarelse som stämmer överens med dess titel görs.